# Il bacino di San Marco verso l'Isola di San Giorgio
Il bacino di San Marco verso l'Isola di San Giorgio è un dipinto di Francesco Guardi, eseguito con la tecnica dell'olio su tela. Si trova conservato presso la Galleria Estense di Modena.
Non si conosce la datazione esatta del dipinto, ma esso fa sicuramente parte delle opere che Guardi eseguì ormai anziano, anticipatrici dell'Impressionismo, quindi non prima del 1785.